# 213 Carinae
213 Carinae (t² Carinae) é uma estrela na direção da Carina. Possui uma ascensão reta de 10h 38m 45.01s e uma declinação de −59° 10′ 58.8″. Sua magnitude aparente é igual a 4.69. Considerando sua distância de 1852 anos-luz em relação à Terra, sua magnitude absoluta é igual a −4.08. Pertence à classe espectral K4/K5III:.